# Cantone di Bégard
Il Cantone di Bégard è una divisione amministrativa dell'Arrondissement di Guingamp e dell'Arrondissement di Lannion.
A seguito della riforma approvata con decreto del 13 febbraio 2014, che ha avuto attuazione dopo le elezioni dipartimentali del 2015, è passato da 7 a 23 comuni.

## Composizione
I 7 comuni facenti parte prima della riforma del 2014 erano:
- Bégard
- Kermoroc'h
- Landebaëron
- Pédernec
- Saint-Laurent
- Squiffiec
- Trégonneau

Dal 2015 i comuni appartenenti al cantone sono i seguenti 23:
- Bégard
- Berhet
- Brélidy
- Caouënnec-Lanvézéac
- Cavan
- Coatascorn
- Kermoroc'h
- Landebaëron
- Mantallot
- Pédernec
- Ploëzal
- Plouëc-du-Trieux
- Pluzunet
- Pontrieux
- Prat
- Quemper-Guézennec
- Quemperven
- Runan
- Saint-Clet
- Saint-Laurent
- Squiffiec
- Tonquédec
- Trégonneau